# Beatrice Margiotti
Maria Beatrice Margiotti (Roma, 2 settembre 1958) è una doppiatrice italiana.

## Biografia
È attiva sin dagli anni ottanta.
Dal 1991 al 2014 è stata una delle speaker di Prima Pagina, il TG mattutino di Canale 5, nonché di programmi d'attualità come Terra!, Matrix, Chi l'ha visto?, Quark e altri.
Ha doppiato diversi personaggi dei cartoni animati degli anni ottanta in onda su diverse TV nazionali e regionali che hanno riscosso notevole successo.
È stata la voce ufficiale nei promo dei programmi di Junior Tv.
Era la voce narrante, nonché la voce di una delle protagoniste nel film cult di animazione giapponese Andromeda galassia perduta.
Viene ricordata per avere doppiato il personaggio di Mimì Ayuara nel secondo blocco di puntate dell'anime Mimì e la nazionale di pallavolo (anni 80) e la protagonista di Ransie la Strega.
È zia del doppiatore Massimiliano Alto.

## Doppiaggio

### Cinema
- Sharon Stone  in Diario di un assassino
- Minnie Driver in Ripple Effect
- Catherine Tate in Amore e altri disastri
- Rekha in Khoon Bhari Maang
- Lily Tomlin in The Walker
- Kelly Preston in Death Sentence
- Tsuyu Shimizu in Ritrovarsi a Tokyo
- Fockeline Ouwerkerk in IHostage

### Serie televisive
- Kelli Williams in The Practice - Professione avvocati, Medical Investigation
- Nia Peeples in Walker Texas Ranger
- Tina Fey in Only Murders in the Building
- Nina Wadia in Delitti in Paradiso
- Lea Salonga in Pretty Little Liars: Original Sin
- Ching-He Huang in Ching: Asia a Tavola
- Jeannette Rodríguez Delgado e Nohely Arteaga in Leonela
- Coni Vera in Veronica, il volto dell'amore
- Bettina Grand in Caribe
- Olga Royas in La passione di Teresa
- Johanna San Miguel in Carmin
- Ayda Aksel in Hercai - Amore e vendetta
- Patricia Noguera in Marta
- Martha Pabon in Maria Maria
- Alba Roversi in La traidora
- Betty Gofman in L'amore vero non si compra
- Yuri in Colorina
- Thalía in María Mercedes
- Meltem Baytok in Tradimento
- Chae Kook-hee in Squid Game

### Serie animate
- Kiku in Ugo il re del judo
- Miki Makimura, Chaco e Tare in Devilman
- Mamma e Ritzuko in Il fichissimo del baseball
- Chinnen (2º voce), Tsuyu (2º voce), narratore (2º voce) in Ikkyusan il piccolo bonzo
- Tina Ieri in Calendar Men
- Janet/Yatta 2 (1ª voce) in Yattaman
- Isadora in Forza Genki - Forza Sugar
- Ellen in Lupin III - Walther P38
- Emily in Frankenstein
- Olga in L'uccello di fuoco 2772
- Voce narrante in Fortezza superdimensionale Macross
- Ransie Lupescu in Ransie la strega
- Aoi Yume in Wingman
- Mia in Dangaio
- Vision in Bubblegum Crisis
- Jericho in The Seven Deadly Sins - Nanatsu no taizai
- Miyuki in Burn-Up Excess
- Shannon De Pye in St. Luminous Mission High School
- Ahiru / Princess Tutu in Princess Tutu - Magica ballerina
- Momo Koigakubo in Fantasmi a scuola
- Jody Summer in F-Zero: GP Legend
- Sbadiglio in Il mago pancione Etcì
- Jane in Jane e Micci
- Mitsune "Kitsune" Konno in Love Hina Christmas Special
- Serina Yamada in Alice Academy
- Peggy Brandt in The Mask
- Mamma in Rotten Ralph
- Edith in Norman Normal
- Panther Cap in La pattuglia dei ranocchi
- Voce narrante in Miffy e i suoi amici
- Voce narrante in Le storie di Nano Pallino
- Henrietta e Alice in Orsi sotto il tetto
- Ada Moreland in Sandokan - La tigre della Malesia e Sandokan - La tigre ruggisce ancora
- Fi in Tractor Tom
- Tupu in Tupu
- Giulietta in Sbarbino il pirata
- Alice in Un medico in famiglia
- Mamma in I Tofu
- Ninfea in PopPixie
- Nicole Watterson in Lo straordinario mondo di Gumball
- Bulma e Mai in Dragon Ball (1º doppiaggio)
- Mamma di Mordecai in Regular Show
- Alice in Eroi della città
- Yukari in Tommy & Oscar
- Marta in Lupo Alberto (2ª voce)
- Chaia in L'isola di Noè
- Emily (1º doppiaggio) in Flo la piccola Robinson
- Madre di Buddy in BuBuChaCha
- Mimí Ayuhara (2º doppiaggio) in Mimì e la nazionale di pallavolo
- Terry in 5 amici sottosopra
- Brenda Glover in Little Bill
- Lory Asaoka (1ª voce) in Sun College
- Kasumi Tendo (2° doppiaggio) e Kodachi Kuno (sempre 2° doppiaggio) in Ranma ½
- Nanako Misonoo in Caro fratello
- Ellis in Tweeny Witches
- Voce narrante in Le favole più belle
- Barbamamma e voce narrante in Barbapapà
- Malaia in Dominion Tank Police
- Baby Petunia in Baby Looney Tunes
- Gladys in Le tenebrose avventure di Billy e Mandy
- Alice in I pinguini di Madagascar
- Fenghuang in Kung Fu Panda - Mitiche avventure
- Patsy (1ª voce) in Harry e i dinosauri nel magico secchiello blu
- Principessa Berrykin in Fragolina Dolcecuore
- Franny in Parole in festa
- Elenor in Lupin III - Episodio: 0
- Regina Martha in Mike il cavaliere
- Renalda in Zafari
- Bello in Jelly Jamm
- Cavallo in Silver Brumby
- Bonzle in LEGO Ninjago: La rivolta dei draghi
- Voce automatizzata femminile in Secret Level

### Film d'animazione
- Cedrina e Lucy ne La collina dei conigli
- Yoko Mitoro e Yuku in Undici campioni
- Olga in L'uccello di fuoco 2772
- Regina Lilia e voce narrante in Andromeda galassia perduta
- Amy e della madre delle sorelle in Piccole donne
- La Madre di Masaru in Zoo Story
- Kaoru, Ron e Dora in Millenia, la regina dei mille anni
- Rachel in Dracula
- Lemnear in La leggenda di Lemnear
- Yoko Asagiri in Leda
- Shadow e della madre di Tetsuro in Galaxy Express 999 - The Movie
- Madre in Una tomba per le lucciole
- Megera e di Resfina in Arion
- Cathy Nozaki in Coo che arrivò da un mare lontano
- Mitsune "Kitsune" Konno in Love Hina Christmas Special
- La regina di Atlantide e dell'Amazzone del mare #2 in Tentacolino
- Janet Pym / Wasp in Ultimate Avengers e Ultimate Avengers 2
- Li Mei in L'invincibile Iron Man
- Bertha in Le avventure di Pollicino e Pollicina
- Lucrezia Noin in Gundam Wing (2º ediz.)
- Nadia in Titeuf - Il film